# جوزيف إتش رودريغيز
جوزيف إتش رودريغيز (بالإنجليزية: Joseph H. Rodriguez)‏ هو قاضي ومحامي أمريكي، ولد في 12 ديسمبر 1930 في كامدن في الولايات المتحدة.